# Болотова, Елена Константиновна
Елена Константиновна Болотова (22 мая 1927; РСФСР — 12 июля 2022; Байкальск) — советская и российская театральная актриса. Ветеран труда, Заслуженная артистка РСФСР (1969).

## Биография
Елена родилась в РСФСР 22 мая 1927 г.р.
Поступала в труппу театра сразу после окончания Великой Отечественной войны.
В том месте она проработала 40 лет, а семейная жизнь сложилась у Елены Константиновны в том театре. Была супругой ветерана Великой Отечественной войны, заведующего музыкальной частью театра Михаила Рытикова, ушедшего из жизни в 2004 году.
Своё 80-летие она отметила на сцене Иркутского дома актёра, а в 95-летний юбилей её навестил целый коллектив театра.
Ушла из жизни 12 июля 2022 в Байкальске.

## Личная жизнь
В театре где работала Елена, там сложилась её личная жизнь. Она была супругой ветерана Великой Отечественной войны, заведующего музыкальной частью театра Михаила Рытикова, ушедшего из жизни в 2004 году.

## Награды и звания
- Заслуженная артистка РСФСР (1969)
- Ветеран труда